# Brughoektumor
Een brughoektumor, ook wel vestibularisschwannoom genoemd is een zeldzame, goedaardige tumor (gezwel) van de gehoor- en evenwichtszenuw. Goedaardig wil zeggen dat de tumoren zich niet verspreiden door het lichaam (zoals kanker dat wel doet) en dat ze vaak langzaam groeien. Per jaar wordt in Nederland bij ongeveer 160 mensen de diagnose gesteld, meestal na het 50ste levensjaar. De diagnose wordt gesteld met een MRI-scan.
Deze tumor gaat in 80% van de gevallen uit van de zenuwschede van de evenwichtszenuw (nervus vestibularis). Hierdoor vermindert de functie van deze evenwichtszenuw, maar ook de gehoorzenuw (nervus cochlearis) is vrijwel altijd aangedaan, waarschijnlijk doordat de zenuw in verdrukking komt in het kanaal waardoor deze zenuwen lopen.
Wanneer de tumor groeit, groeit het de brughoek in. Dit verklaart de Nederlandse naam van deze tumor. De brughoek wordt begrensd door het rotsbeen, de hersenstam en de kleine hersenen (cerebellum). De tumor groeit over het algemeen zeer langzaam. Indien de tumor aan beide kanten voorkomt, is er meestal sprake van een genetische aandoening, neurofibromatose type 2.

## Symptomen
De symptomen zijn:
- gehoorverlies en/of oorsuizen (tinnitus) in 95%
- evenwichtsproblemen (duizeligheid en/of onstabiel ter been)
- stoornissen in de gezichtsmimiek (aangezichtsverlamming of spasmen)
- smaakveranderingen
- doof gevoel in het gezicht (trigeminushypesthesie)
- aangezichtspijn trigeminusneuralgie
- hoofdpijn

Indien de tumor zeer groot is, kunnen ook nog andere symptomen optreden (met name hydrocefalus).

## Behandeling
Omdat de tumor zeer langzaam en soms helemaal niet groeit, wordt in de meeste gevallen eerst gekozen voor een afwachtend beleid, omdat behandeling van de tumor ook bijwerkingen heeft. In zulke gevallen wordt dan ieder jaar een MRI-scan gemaakt.
Wanneer gekozen wordt om de tumor te behandelen, dan kan dit met bestraling (radiotherapie) of een operatie. Bestraling heeft als doel de groei te stoppen en kan zowel eenmalig als in meerdere dagen gegeven worden. Bij chirurgie wordt (vaak een deel van) de tumor weggesneden. Beide behandelmethoden kunnen als gevolg hebben, dat het gehoor blijvend volledig uitvalt en er kan een gehele of gedeeltelijke aangezichtszenuwverlamming optreden. Ook de nervus trigeminus kan aangetast worden door de tumor of de behandeling. Dit kan een verminderd gevoel in het gelaat of aangezichtspijn veroorzaken. De manier van behandelen wordt met name bepaald door de grootte van de tumor en de voorkeur van de patiënt. Een grotere tumor wordt meestal sneller behandeld en geeft bij behandeling ook meer kans op bijwerkingen. Omdat bestraling van de tumor vaak tijdelijke zwelling geeft, wordt bestraling van een grote tumor vaak afgeraden. Als het gehoor reeds door de tumor beschadigd is, dan zal het risico van verdere beschadiging door een behandeling wellicht minder zwaar worden gewogen. De operatie om de tumor te verwijderen wordt uitgevoerd door een kno-arts of neurochirurg, bestraling wordt uitgevoerd door een radiotherapeut of een neurochirurg.